# Boi de mamão
O boi de mamão é uma expressiva manifestação folclórica típica do litoral do estado de Santa Catarina, Brasil. Ocorre também em algumas cidades do interior de Santa Catarina e litoral do Paraná, até onde se tem notícia, trazido até lá por imigrantes catarinenses. Trata-se de um auto em tom cômico, mas com um elemento central dramático: a morte e a ressurreição do boi, apresentando elementos comuns com o bumba-meu-boi nordestino

## Origens

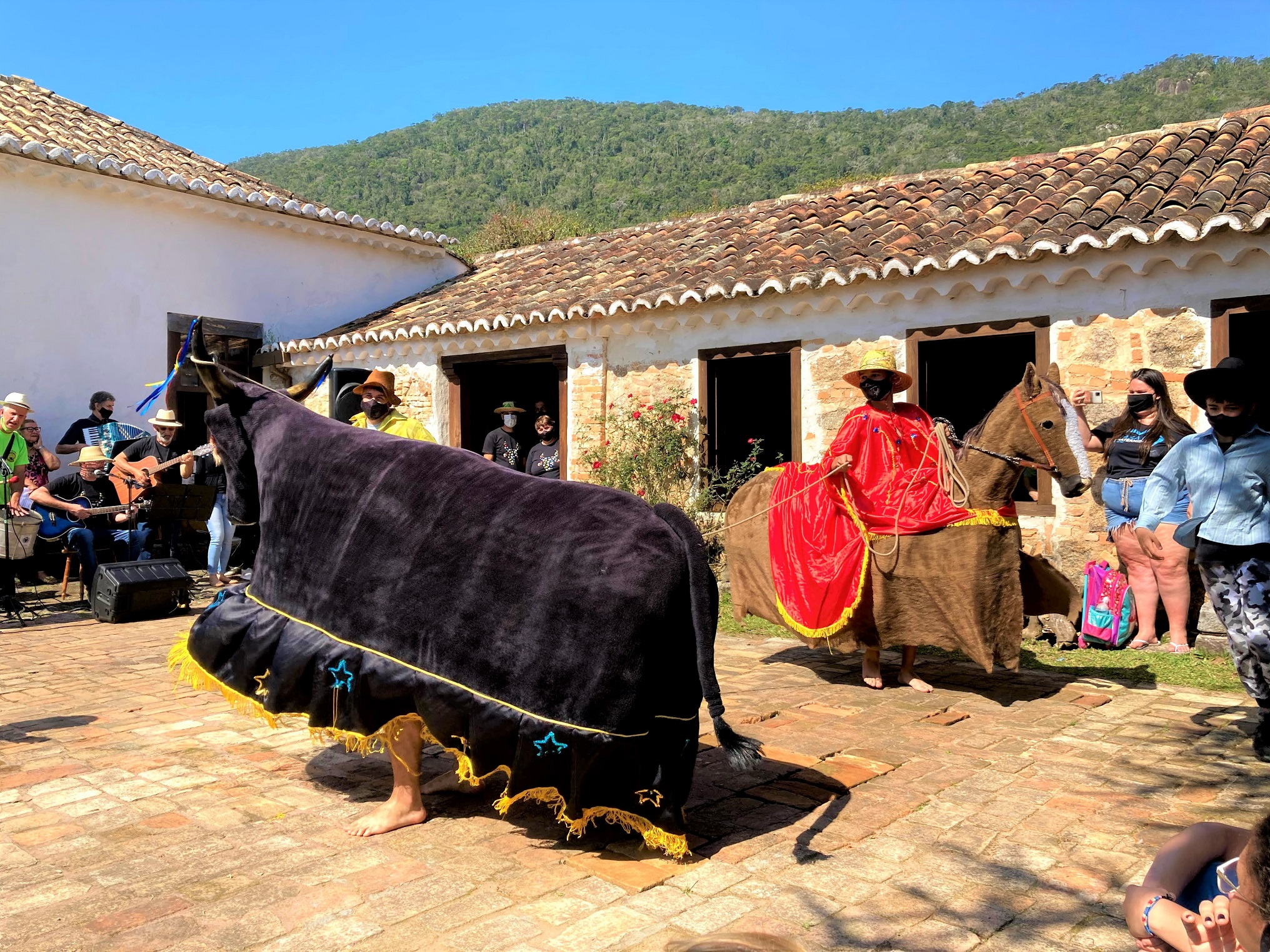
Cena do cavalinho laçando o boi, após a ressurreição do boi.

Não há consenso entre os pesquisadores sobre qual a origem exata do boi-de-mamão, provavelmente existindo múltiplas origens e influências nessa tradição.
Pesquisadores como o folclorista Doralécio Soares, citando diversos argumentos (como registros históricos oficiais e semelhanças entre o enredo, cantorias, musicalidade e teatralidade) acreditam que o boi-de-mamão nasceu em Santa Catarina, mas originado do bumba-meu-boi nordestino, trazido provavelmente por imigrantes vindos da Região Nordeste. De acordo com o mesmo pesquisador, o primeiro registro oficial no Brasil citando o " boi-de-mamão" data de 1870, registrado pelo catarinense José Boiteux em seu livro de 1930 "Águas Passadas", o qual afirma, no mesmo registro, que a brincadeira também era chamada de "bumba-meu-boi".
Porém, muitos praticantes do boi-de-mamão em Santa Catarina acreditam que a tradição teve origem na cultura açoriana, supostamente trazida por imigrantes das Ilhas dos Açores que colonizaram Santa Catarina no século XVIII (a partir da década de 1740), apesar de não haver registros históricos que comprovem a existência de brincadeiras semelhantes ao "boi-de-mamão" nestas ilhas portuguesas. Por outro lado, não há dúvidas que a cultura típica dos descendentes de açorianos em Santa Catarina influenciou no desenvolvimento do boi-de-mamão, como por exemplo na estética e musicalidade. Há ainda, como o pesquisador Nereu do Vale Pereira, quem afirme que a cultura do boi-de-mamão iniciou na Ilha de Santa Catarina através dos espanhóis em sua breve ocupação em 1777 da Ilha de Santa Catarina. .
Fato é que brincadeiras populares, das quais o boi (vivo ou de fantasia) é o personagem principal são tradicionais em toda a Península Ibérica e datam muito antes da Idade Moderna, o que deve ter contribuído ou para criação do boi-de-mamão por imigrantes europeus em Santa Catarina a partir do século XVIII ou pelo menos na assimilação do "bumba-meu-boi" nordestino pelos imigrantes ibéricos e seus descendentes no Estado.
Além de denominação antiga de "bumba-meu-boi", registrada no século XIX por José Boiteux, o "boi-de-mamão", denominação mais popular da brincandeira, também fora chamado de "boi-de-pano", "boi falso", "boi-mamão", entre outras.

## A prática na atualidade

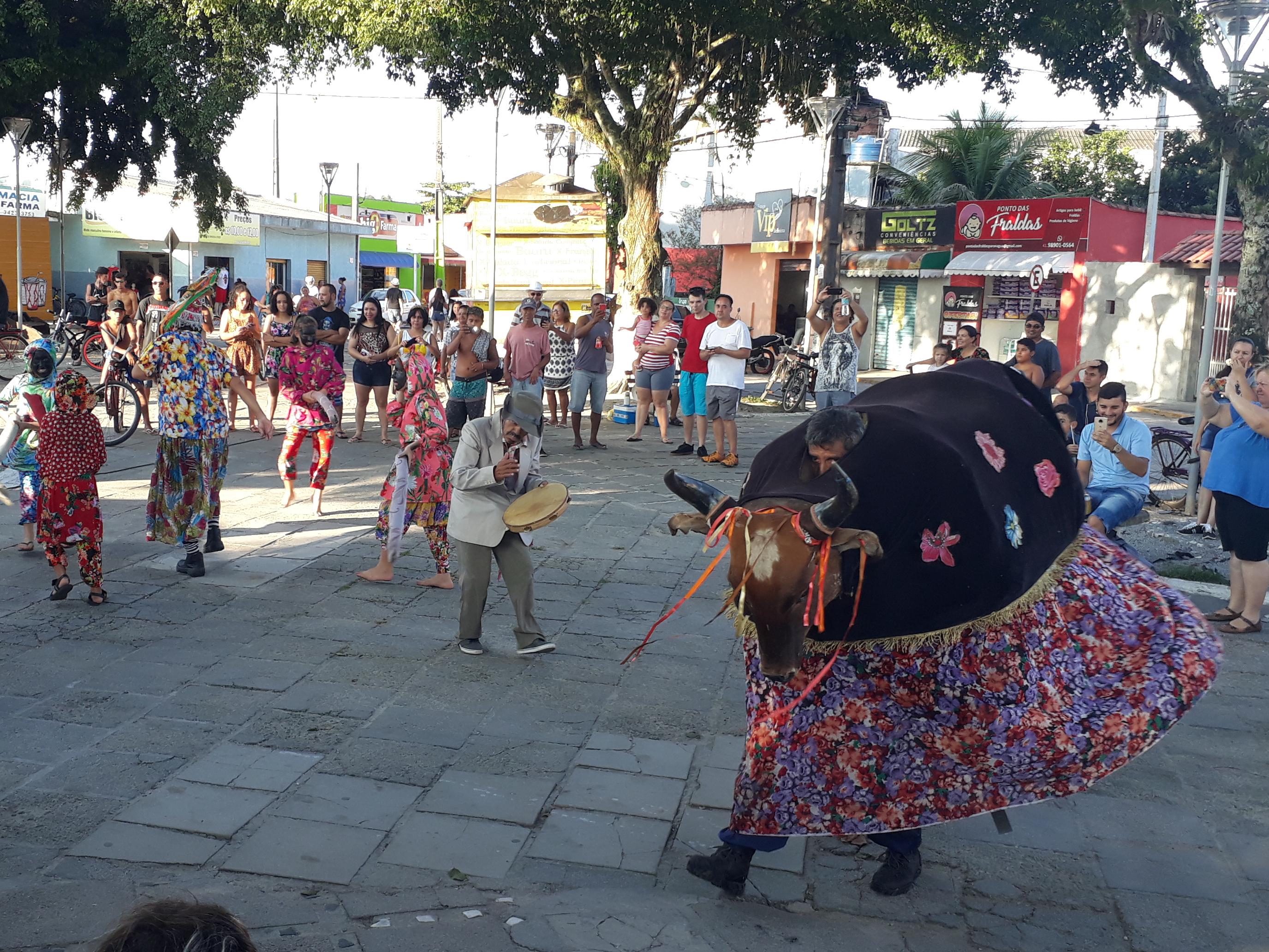
Boi de Mamão em Paranaguá, tradição rara no estado do Paraná.

O boi-de-mamão é encenado por grupos consolidados ou grupos efémeros. Os grupos efémeros geralmente se formam com objetivo de realizar uma única apresentação, como é comum acontecer anualmente em escolas do litoral de Santa Catarina, organizados por professores e apresentados pelos alunos, principalmente na época das Festas Juninas e Dia do Folclore. 
Já, os grupos consolidados duram vários anos e acabam adquirindo uma identidade própria, mantendo viva a história e tradição da prática do boi-de-Mamão. Em Florianópolis, onde foi instituído por lei de 2016 o "Dia Municipal do Boi de Mamão"  atualmente, podemos destacar os seguintes grupos: "Alivanta Meu Boi", "Arreda Boi", "Boi de Mamão do Pantanal", "Boi de mamão da Vargem Grande", "Boi de mamão do Sambaqui", entre vários outros. 
Já no Paraná, a tradição é mantida por poucas famílias ou grupos culturais, presentes em apenas algumas cidades .Entre os grupos atuantes no Paraná podemos citar o da Associação Mandicuera, em Paranaguá.

## Personagens
O boi-de-mamão inerentemente usa voluntários para protagonizarem o festejo, sendo que estes são postos sob as fantasias, que são feitas por uma armação de metal ou madeira e por pano. Antigamente também utilizavam carcaças de animais nas fantasias, como crânios. Existem vários personagens, existindo variações porém em cada grupo de boi-de-mamão, mas os principais são:
- Boi-de-mamão: figura central do folguedo, morre e renasce.
- O proprietário do boi: geralmente chamado de Mateus, busca a ajuda de outros personagens para ressuscitar o boi.
- Urubus ou corvos: tentam comer o boi morto, mas são espantados por outros personagens.

- Doutor e/ou curandeiro e/ou benzedeira: trabalham para ressuscitar o boi

- Cavaleiro e seu cavalinho: enlaça o boi ressuscitado e o leva embora, retirando-o de cena.

- Bernunça (ou benúncia) e seu filhote: uma espécie de dragão ou bicho-papão que engole tudo o que encontra pela frente. Segundo o pesquisador Nereu do Vale Pereira, tem origem em tradições ibéricas e espanholas da região da Galícia, onde existem desfiles de um monstro folclórico muito semelhante, denominado "coca"[6][11].
- Maricota: mulher muito alta e geralmente loira, que rodopia e balança seus longos braços, atingindo intencionalmente o público.
- Outros animais e figuras adicionais: variam de acordo com cada grupo de boi-de-mamão, mas geralmente também aparecem na brincadeira outros animais como bois, cabras, macacos, ursos (branco e preto), sapo, papagaios, entre outros. Também pode existir outros personagens sem ser animais, como o "Jaraguá" (com cabeça de bernunça, mas corpo de humano), entre outros.
- Apesar de atualmente outros grupos copiarem tal inclusão, o grupo Boi de Mamão de Santo Antônio foi o pioneiro (primeiro grupo) a trazer para a dança a figura da bruxa, do boitatá, da maromba e do lobisomem, o grupo de Boi de Mamão de Santo Antônio, com a inclusão destes buscou trazer um "q" a mais da e na cultura, tendo a propriedade intelectual desta inserção, mas que os demais grupos acabaram por muito inserindo em seu repertório também, assim como a inserção de surpresas ao longo da apresentação, como olhos que brilham e fumaças nos personagens, que também o grupo Boi de Mamão de Santo Antônio foi pioneiro, já está sendo inserido em outros grupos da ilha, o que acaba tirando a magia única de cada grupo e tornando tudo a mesma coisa. Cada grupo deveria ser único com sua criatividade e apetrechos (que não falta na ilha de Santa Catarina). (2022)